# حلقة وعائية
حلقة وعائية (بالإنجليزية: Vascular ring)‏ هو عيب خلقي يحدث فيه تكون حلقي غير طبيعي للأبهر و/أو الأوعية الدموية المُحيطة فيه، بحيث تكون القصبة الهوائية والمريء مُحاطتين بشكلٍ كامل، وأحيانًا تضغط الحلقة المُتشكلة بواسطة الأوعية الدموية على القصبة الهوائية والمريء مؤديةً إلى صعوبة في التنفس والهضم.
غالبًا ما تحدث هذه الحالة نتيجةً لاستمرار وجود قوس الأبهر المزدوجة بعد الشهر الثاني من الحياة الجنينية.

## المظهر
تُحاط القصبة الهوائية والمريء بقوسين، وإذا تضيق القوسين كفايةً، قد يؤدي إلى صعوبة في التنفس أو البلع على الرغم من العلاجات الطبية.
قد تظهر حلقة أقل شيوعًا مع قوس الأبهر الأيمن بدلًا من قوس الأبهر الأيسر المُعتاد، مما يضغط على المريء والقصبة الهوائية بسبب استمرار وجود الرباط القَنَوي (من الدورة الدموية الجنينية) والذي قد يربط الأبهر من الأمام مع الشريان تحت الترقوة من الخلف إلى ناحية الذراع اليُسرى.

## التشخيص
عادةً ما تظهر الحالة على الرُضع المصابين بالحلقة الوعائية قبل 12 شهرًا من الأعراض التنفسية أو المريئية مثل الصرير أو الأزيز أو السعال أو عسر البلع أو صعوبة الرضاعة. كما يتحسن الصرير بمد الرقبة، مما يُفرقه عن تلين الحنجرة والذي يتحسن مع الوضع العمودي، ولا يتحسن بالكورتيكوستيرويدات أو الأدرينالين وذلك على عكس الخانوق. تشخيص الحلقة الوعائية يتطلب درجةً عالية من الشك والاشتباه السريري، ويُمكن تأكيد الحالة باستخدام صورة المريء بتباين الباريوم مع الهواء في الأشخاص الظاهر لديهم أعراض مريئية، كما يمكن استعمال تنظير القصبات أو التصوير المقطعي المحوسب أو التصوير بالرنين المغناطيسي.

## العلاج
تعالج أحيانًا جراحيًا.